# Sudlersville
La ville de Sudlersville est située dans le comté de Queen Anne, dans l’État du Maryland, aux États-Unis. Sa population s’élevait à 507 habitants lors du recensement de 2020.